# Bohr-egyenlet
A Bohr-egyenlet (kiejtése [ˈb̥oɐ̯ˀ]) a tüdő élettani holtterét adja meg a légzési térfogat, valamint a CO2 artériás és kilégzési parciális nyomása ismeretében. A kilégzés végi parciális nyomás ismeretében az alveoláris holttér külön is megadható. Az egyenletet Christian Bohr dán orvosról nevezték el.

## Az egyenlet
Az egyenlet klasszikus formájában az élettani holtteret a légzési térfogat arányában adja meg a következőképpen:

| {\displaystyle {\frac {\mathbf {V} _{\mathrm {d} }}{\mathbf {V} _{\mathrm {t} }}}={\frac {{\mathrm {P} _{\mathrm {a} }}-{\mathrm {P} _{\mathrm {e} }}}{\mathrm {P} _{\mathrm {a} }}}} | \| \| \| \| \| \| \| \| | (1) |
| |                         |     |
| |                         |     |
Ahol:
- {\displaystyle V_{d}} az élettani holttérfogat (physiological dead volume)
- {\displaystyle V_{t}} a légzési térfogat (tidal volume)
- {\displaystyle P_{a}} a CO2 arteriális parciális nyomása (arterial partial pressure)
- {\displaystyle P_{e}} a CO2 parciális nyomása a kilégzett levegőben (expired partial pressure)

## Levezetés
A légzési térfogat egyenlő az alveoláris térfogat ({\displaystyle V_{a}}; alveolar volume) és a fiziológiás holttérfogat összegével:

| {\displaystyle V_{t}=V_{a}+V_{d}} | \| \| \| \| \| \| \| \| | (2) |
|                                   |                         |     |
|                                   |                         |     |
A kilélegzett levegő CO2-tartalma teljes egészében az alveoláris levegőből származik, mivel a belélegzett levegő CO2-tartalma elhanyagolható. A kilélegzett levegő CO2-tartalma (pontosabban parciális CO2-térfogata) egyenlő a kilélegzett levegő térfogatának (vagyis a légzési térfogatnak) és a CO2 kilégzési frakciójának ({\displaystyle F_{e}}, a CO2 térfogatszázaléka) szorzatával:

| {\displaystyle V_{t}\cdot F_{e}} | \| \| \| \| \| \| \| \| | (3) |
|                                  |                         |     |
|                                  |                         |     |
Az alveoláris levegő CO2-tartalma pedig egyenlő az alveoláris levegő térfogatának és CO2-frakciójának szorzatával:

| {\displaystyle V_{a}\cdot F_{a}} | \| \| \| \| \| \| \| \| | (4) |
|                                  |                         |     |
|                                  |                         |     |
Mivel a kilégzett levegő CO2-tartalma teljesen az alveoláris levegőből származik, ezért az megegyezik az alveoláris levegő CO2-tartalmával:

| {\displaystyle V_{t}\cdot F_{e}=V_{a}\cdot F_{a}} | \| \| \| \| \| \| \| \| | (5) |
|                                                   |                         |     |
|                                                   |                         |     |
Fejezzük ki {\displaystyle V_{a}}-t a (2) egyenletből és helyettesítsük az (5) egyenletbe:

| {\displaystyle V_{t}\cdot F_{e}=(V_{t}-V_{d})\cdot F_{a}} | \| \| \| \| \| \| \| \| | (6) |
|                                                           |                         |     |
|                                                           |                         |     |
Bontsuk fel a zárójelet:

| {\displaystyle V_{t}\cdot F_{e}=V_{t}\cdot F_{a}-V_{d}\cdot F_{a}} | \| \| \| \| \| \| \| \| | (7) |
|                                                                    |                         |     |
|                                                                    |                         |     |
Rendezzük egy oldalra a {\displaystyle V_{t}}-t tartalmazó tagokat:

| {\displaystyle V_{d}\cdot F_{a}=V_{t}\cdot F_{a}-V_{t}\cdot F_{e}} | \| \| \| \| \| \| \| \| | (8) |
|                                                                    |                         |     |
|                                                                    |                         |     |
Emeljünk ki {\displaystyle V_{t}}-t:

| {\displaystyle V_{d}\cdot F_{a}=V_{t}\cdot (F_{a}-F_{e})} | \| \| \| \| \| \| \| \| | (9) |
|                                                           |                         |     |
|                                                           |                         |     |
Végül osszunk {\displaystyle V_{t}\cdot F_{a}}-val:

| {\displaystyle {\frac {V_{d}}{V_{t}}}={\frac {F_{a}-F_{e}}{F_{a}}}} | \| \| \| \| \| \| \| \| | (10) |
|                                                                     |                         |      |
|                                                                     |                         |      |
Az alveoláris levegő CO2-frakcióját nem tudjuk közvetlenül mérni, ezért a frakciók helyett célszerűbb parciális nyomásokkal számolni. A parciális nyomás arányos a frakcióval, ezért:

| {\displaystyle P_{a}=F_{a}\cdot (P-P_{H_{2}O})} | \| \| \| \| \| \| \| \| | (11) |
|                                                 |                         |      |
|                                                 |                         |      |
illetve:

| {\displaystyle P_{e}=F_{e}\cdot (P-P_{H_{2}O})} | \| \| \| \| \| \| \| \| | (12) |
|                                                 |                         |      |
|                                                 |                         |      |
Ahol {\displaystyle P} a teljes nyomás, {\displaystyle P_{H_{2}O}} a vízgőz parciális nyomása, ez ugyanis a légutakból kerül a belélegzett levegőbe. Ha behelyettesítjük (11)-t és (12)-t a (10)-es egyenletbe, egyszerűsítés után megkapjuk (1)-et.